# Драмско въстание
Драмското въстание (на гръцки: Εξέγερση της Δράμας) е въоръжено антибългарско въстание на гърци (предимно новозаселили се бежанци) и гъркомани в Драмско, вдигнато по сигнал от Лондон, в края на септември 1941 година, срещу българското управление на района, организирано от нелегалните ядки на гръцките комунисти, по заповед на централата им извън българската Беломорска област, за мащабна диверсия в тила на българската войска.

## История
Под ръководството на Окръжния комитет за Драмско вечерта на 28 срещу 29 септември комунистически партизани от нападат общината и полицейското управление в град Доксат. Въстанието обхваща 14 от общо 20 общини в региона или 69 селища, като в 13 общини е успешно. Разгромени са единствено в покрайнините на град Драма. В съседно Зъхненско въстанието е успешно в 2 от 11 общини. Във въстанието участват 3000 души, 1000 от които невъоръжени.
След неуспеха при Драма и при първите контрадействия на българските части, партизаните се оттеглят в базите си в Кушница и Урвил, за да се прегрупират. Българските военни и полицейски части настъпват и към 30 септември бунтовниците са изтласкани от равнинните райони и сраженията се съсредоточават в северните райони на Кавалско и Правищко. Българските власти формират три жандармерийски групировки, които от 1 до 6 октомври започват прочистване на района. С помощта на артилерия и авиация базите на въстанниците в Кушница и Урвил са унищожени. Последните останки на съпротива са унищожени до 5 ноември. В резултат на въстанието са убити 3000 души от гръцка страна и 211 от българска.
След разгрома на въстанието на мястото се настаняват дясно настроени гръцки партизани начело с Андон Чауш.